# نهائي كوبا ليبرتادوريس 2006
نهائي كأس ليبرتادوريس 2006 هو النهائي السابع والأربعون من بطولة كأس ليبرتادوريس، البطولة التي ينظمها اتحاد أمريكا الجنوبية لكرة القدم (كونميبول). لُعب النهائي بنظام الذهاب والإياب. أقيم النهائي بين ناديي ساو باولو وإنترناسيونال وانتهى بفوز إنترناسيونال.

## عن الفريقين
| الفريق       | نهائيات سابقة (الخط العريض يشير لسنة الفوز) |
| ------------ | ------------------------------------------- |
| ساو باولو    | 1974، 1992 ، 1993 ، 1994، 2005              |
| إنترناسيونال | 1980                                        |